# Patrice Treuthardt
Patrice Treuthardt est un poète français né le 22 janvier 1956 à Saint-Pierre de La Réunion. Il constitue l'un des représentants de la poésie réunionnaise contemporaine.

## Biographie
Après des études en métropole, de retour dans son île natale, il écrit son premier recueil de poésie, un long poème entièrement en kréol : Kozman maloya (1977). Patrice Treuthardt est animateur de Kabar-poèm, concept qu’il a mis en place pour la diffusion de la parole poétique réunionnaise.
Il est aussi un militant de la vie associative, animateur et intervenant par le Conte et la Poésie dans les établissements scolaires, bibliothèques, lieux culturels et dans des kabars et cafés littéraires. Il est l’un des membres fondateurs et actifs du groupe Ziskakan (1979) qui met en musique ses textes.
Le poète, participe régulièrement à des réunions littéraires internationales comme le Salon du livre du Mans ou le Centre International de Poésie de Marseille.
Il a été nommé Citoyen d'honneur de la ville du Port le 5 décembre 2017.

## Participations festivals de poésies
1. Kabar K'A pour les quinze ans des éditions K'A Théâtre les Bambous à Saint-Benoît, octobre 2014
2. octobre 2009 kabardock Le Port (La Réunion) Kabar K'A pour les dix ans des éditions K'A
3. CIPM Marseille mai 1995 Kabar au CIPM organisé par André Robèr